# Beatriz de Dia

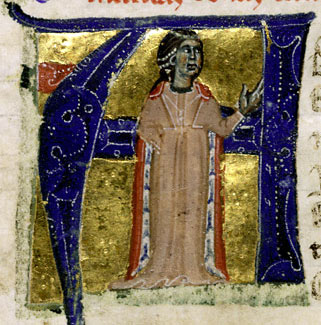
Die Trobairitz „comtessa de Dia“Autorenporträt in der historisierten Initialen „A“. Chansonnier provençal „K“ aus dem 13. Jhd. BnF ms. 12473, fol. 126v.

Beatriz de Dia, la comtessa de Dia, die „Gräfin von Die“, ist die bekannteste Trobairitz – so bezeichnet das Altokzitanische einen weiblichen Trobador.
Sie lebte im Hochmittelalter, im späten 12. Jahrhundert, in der Dauphiné, im heutigen Département Drôme. Die namengebende Stadt „Die“ hieß zur Römerzeit „Dea“ Augusta Vocontiorum zu Ehren der keltischen Kriegsgöttin Andarta der gallischen Vocontier. Im Altokzitanischen wurde aus Lateinisch Dea (Göttin) „Dià“, daraus wiederum Französisch „Die“.
Die Dichtungen und Kompositionen dieser Trobairitz, dieser «femme-troubadour»,  werden in der neueren romanistischen Forschung als gleichbedeutend mit der Trobadorlyrik der männlichen Spielleute angesehen. Beatritz de Dià ist deshalb so berühmt, weil sie die höfische Liebe aus weiblicher Sicht in einer für ihre Zeit außergewöhnlichen Freimütigkeit schildert. Die Trobairitz vertauscht die Rollen. Am deutlichsten bringt sie ihren erotischen Anspruch in der letzten Strophe der „canso“ «Estat ai en greu cossirier» (Ich hatte großen Kummer) zum Ausdruck.

## Leben

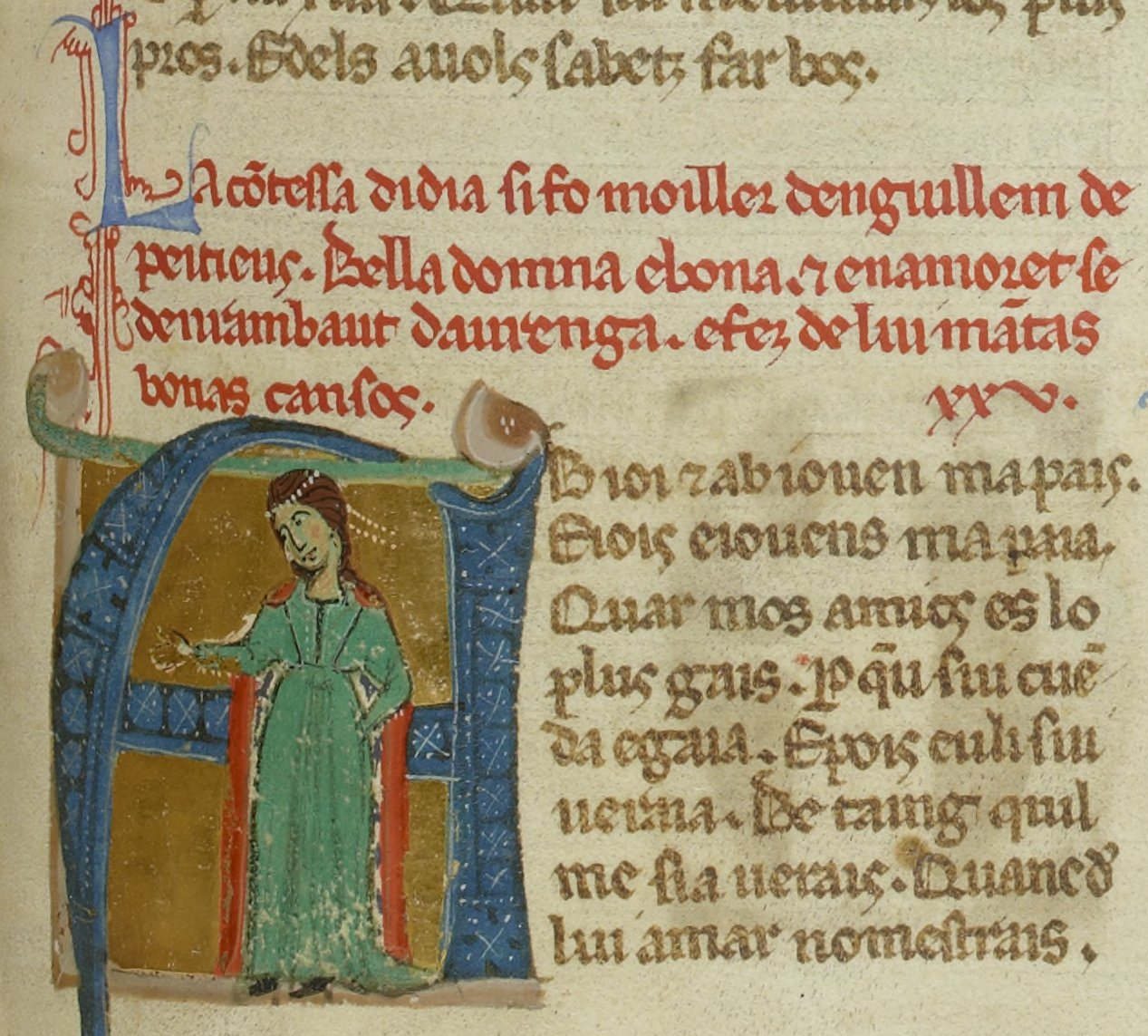
Oberhalb der historisierten Initialen „A“ steht in roten Schriftzügen die kurze Vida der „Comtessa de Dia“. (Chansonnier provençal „I“, BnF ms. 854 fol. 141r).

Aus einer äußerst lapidaren „Vida“, einer von einem anonymen Biographen im 13. Jhd. verfassten poetisch-legendären Lebensbeschreibung, erfährt man in nur zwei Sätzen, dass die Trobairitz Comtessa de Dia mit einem – nicht näher bestimmten – „Guilhem de Peitieus“ (Wilhelm von Poitiers) verheiratet war und sich in einen Trobador, in Raimbaut d’Aurenga, verliebt hatte:

La comtessa de Dia si fo moiller d'En Guillem de Peitieus, bella domna e bona. Et enamoret se d'En Rambaut d'Aurenga, e fez de lui mantas bonas cansos.

„Die Gräfin von Die, eine schöne und gute Dame, war die Ehefrau des Seigneurs Wilhelm von Poitiers. Sie verliebte sich in Seigneur Raimbaut d’Aurenga und dichtete für ihn manch schönes Lied.“

## Werk

### Vier Cansos und eine Tenzone
Von ihrem Werk sind nur vier „cansos“, 117 Verse, überliefert. Umstritten bleibt, ob die Trobairitz die Tenzone, das Streitgespräch «Amics, en gran cossirier» (Freund, in großem Kummer), BdT 46,3, zusammen mit ihrem geliebten Trobador Raimbaut d’Aurenga gedichtet hat oder ob die Autorenschaft, wie es in den mittelalterlichen Handschriften steht, ganz allein Raimbaut d'Aurenga zukommt.
- Ab ioi et ab ioven m'apais (Von Freude und Jugend ernähre ich mich), BdT 46,1
- A chantar m'er de so q'ieu no volria (Ich muss singen über das, wovon ich nicht singen möchte), BdT 46,2 – die Melodie ist überliefert
- Amics, en gran cossirier (Freund in großem Kummer), BdT 46,3 – Tenzone, ein Streitgespräch zwischen Raimbaut d’Aurenga und der Trobairitz.
- Estat ai en greu cossirier (Ich hatte großen Kummer), BdT 46,4
- Fin ioi me don'alegranssa ( Wahre Freude schenkt mir Fröhlichkeit), BdT 46,5

### Die Canso „Estat ai en greu cossirier“
01 Estat ai en greu cossirier

02 per un cavallier qu’ai agut,

03 e vuoil sia totz temps saubut

04 cum ieu l’ai amat a sobrier:

05 ara vei qu’ieu sui trahida

06 car ieu non li donei m’amor,

07 don ai estat en gran error

08 en lieig e quan sui vestida.

09 Ben volria mon cavallier

10 tener un ser en mos bratz nut,

11 qu’el s’en tengra per ereubut

12 sol qu’a lui fezes cosseillier;

13 car plus m’en sui abellida

14 no fetz Floris de Blancheflor:

15 ieu l’autrei mon cor e m'mor,

16 mon sen, mos huoills e ma vida.

17 Bels amics avinens e bos,

18 cora·us tenrai en mos poder?

19 e que jagues ab vos un ser

20 e qu’ie·us des un bais amoros!

21 Sapchatz, gran talan n’auria

22 qu’ieu·s tengues en luoc del marit,

23ab so que m’aguessetz ple vit

24 de far tot so qu’ieu volria.

Ich hatte großen Kummer

Wegen eines Ritters, der mir gehörte

Und ich will, dass man allzeit weiß,

Wie sehr ich ihn geliebt habe.

Nun sehe ich, dass ich betrogen wurde

Weil ich ihm nicht meine Liebe schenkte,

Weshalb ich sehr gelitten habe

Bei Tag und bei Nacht. (wörtlich: wenn ich im Bett lag und wenn ich angezogen war)

Ich würde gerne meinen Ritter

Eines Abends nackt in meinen Armen halten

Und wünschte, dass er glücklich wäre

Allein wenn ich ihm als Kissen diente

Denn ich bin verliebter in ihn

Als es Floris in Blanchefleur war.

Ich schenke ihm mein Herz und meine Liebe,

Meinen Sinn, meine Augen und mein Leben.

Schöner, liebenswürdiger und guter Freund,

Wann werde ich Euch in meiner Gewalt haben

Wenn ich doch nur eines Abends mit Euch im Bett liegen

und Euch einen Liebeskuss schenken könnte!

Wisset, dass ich großes Verlangen hätte,

Euch anstelle meines Ehemannes bei mir zu haben,

Vorausgesetzt, Ihr hättet mir versprochen,

Alles zu tun, was ich wünschte.

### Bibliographie
- Alfred Jeanroy: Bibliographie sommaire des chansonniers provençaux. Manuscrits et éditions. Éditions Honoré Champion, Paris 1916. als PDF online, S. 37, 47 – auf Internet Archive.
- Alfred Pillet und Henry Carstens: Bibliographie der Troubadours, Max Niemeyer Halle 1933. Ristampa anastatica dell'edizione Halle (Saale), Max Niemeyer Verlag, 1933, a cura di Paolo Borso e Roberto Tagliani. Ledizioni, Milano 2013, ISBN 978-88-95994-64-2. (460 namentlich bekannte Troubadoure sind hier alphabetisch aufgelistet und durchnummeriert. Beatritz („tz“ sic!) de Dia wird unter der Nummer 46. geführt.)

### Biographien
- (FR) Jean Boutière und Alexander Herman Schutz: Biographies des Troubadors. Textes provençaux des XIIIe et XIVe siècles, Toulouse 1950, Neuauflage 1972, ISBN 0-8337-4000-8.
- (FR) Camille Chabaneau: Les biographies des troubadours en langue provençale, Edouard Privat Toulouse, 1885 – auf Gallica: II.— La comtesse de Die (im Abschnitt „IV Provence et Viennois“).
- (FR) Margarita Egan (Hrsg.): Les Vies des troubadours. Union Générale d'Éditions, Paris 1985, ISBN 2-264-00638-2.

### Editionen
- Oskar Schultz-Gora: Die provenzalischen Dichterinnen. Biographieen und Texte nebst Anmerkungen und einer Einleitung. Gustav Fock, Leipzig 1888. Comtessa (Beatritz) de Dia, S. 8/9 und 17/19: online – auf Internet Archive
- Sernin Santy: La Comtesse de Die : sa vie, ses œuvres complètes, les fêtes données en son honneur, avec tous les documents. A. Picard Paris 1893: online – auf Internet Archive.
- Gabrielle Kussler-Ratyé: Les chansons de la Comtesse Beatrix de Dia. In: Archivum Romanicum, Nuova rivista di filologia romanze, Vol. I, 1917, S. 161–182: online – auf Internet Archive.
- Ingrid Kasten (Hrsg. u. Übersetzerin): Frauenlieder des Mittelalters: Zweisprachig. S. 164–178, Reclam 8630, Stuttgart 1990, ISBN 978-3-15-008630-8.

### Sekundärliteratur
- (FR) Pierre Bec: Chants d'amour des femmes-troubadours: trobairitz et chansons de femme, Paris, Stock, 1995, ISBN 2-234-04476-6.
- Ursula Peters: Das Ich im Bild: Die Figur des Autors in volkssprachigen Bilderhandschriften des 13. bis 16. Jahrhunderts. Verlag Böhlau, Köln 2008, ISBN 978-3-412-18806-1, eingeschränkte Vorschau in der Google-Buchsuche.
- Angelica Rieger: Trobairitz: Der Beitrag der Frau in der altokzitanischen höfischen Lyrik. Edition des Gesamtkorpus. Beihefte zur Zeitschrift für romanische Philologie, Band 233, 1991, ISBN 978-3-484-52233-6, eingeschränkte Vorschau in der Google-Buchsuche
- Angelica Rieger: Beruf: Joglaressa. Die Spielfrau im okzitanischen Mittelalter. In: Detlef Altenburg u. a. (Hrsg.): Feste und Feiern im Mittelalter. Paderborner Symposium des Mediävistenverbandes, Sigmaringen 1991, ISBN 3-7995-5402-5.
- Dietmar Rieger (Hrsg. & Übers.): Mittelalterliche Lyrik Frankreichs I. Lieder der Trobadors. Zweisprachig Provençalisch – Deutsch. Reclams Universal-Bibliothek 7620, Stuttgart 1980 (Beatriz, S. 176–180, dazu Kommentar von Rieger S. 295ff, Lit.) ISBN 3-15-007620-X.
- Dietmar Rieger: Die altprovenzalische Lyrik. In: Heinz Bergner (Hrsg.): Lyrik des Mittelalters, Reclam 7896, Stuttgart 1983, ISBN 978-3-15-007897-6, S. 232.
- Marilyn Yalom: Wie die Franzosen die Liebe erfanden. 900 Jahre Leidenschaft, Graf Verlag 2013, ISBN 978-3-86220-038-2, eingeschränkte Vorschau in der Google-Buchsuche